# Abraham (helgon)
Sankt Abraham heter fem kristna helgon inom Katolska kyrkan, varav tre syriska och två ryska.

## S:t Abraham

### S:t Abraham Kidunaios
Det är okänt i vilket tid Abraham Kidunaios levde, men han ska ha rymt från sitt rika föräldrahem för undslippa giftermål med en utvald arvtagerska. Han vistades länge i den syriska öknen. Slutligen blev han präst i staden Beth-Kiduna, där han behandlades illa av stadsinvånarna, men vänligt och tålmodigt med tiden kom att omvända hela stadens befolkning.

### S:t Abraham av Carrhae
Eremit, som på okänd väg kom i åtnjutande av god kredit, så att han kunde betala alla skatteskulder för en by på Libanon. Han slutade så småningom som biskop i Carrhae.

### S:t Abraham av Kratia (474-558)
En syrisk munk som blev abbot över ett kloster i det bithyniska Kratia, men vantrivdes. Efter tio års tjänst rymde han till Palestina, men övertalades att komma tillbaka och bli biskop. Som biskop tjänstgjorde han tålmodigt i några decennier, men rymde så småningom på nytt tillbaka till det heliga landet för att finna frid och tid för meditation.

### S:t Abraham av Rostov
Det är okänt när han levde, men han var troligen missionär på 1100-talet i trakterna norr om Moskva. Han grundade ett kloster i Rostov.

### S:t Abraham av Smolensk
I sin hemstad Smolensk predikade Abraham bot och bättring innan han gick ur tiden år 1221. Han sägs ha predikat flitigt främst om domedagen, och vann på det sättet vänner och anhängare bland enkelt folk, men skapade sig fiender bland det högre prästerskapet. Biskopen i Smolensk stoppade honom från att predika för en femårsperiod, men kom sedermera på bättre tankar och gjorde predikanten till abbot i ett litet kloster. Där kunde S:t Abraham tillbringa sina dagar i frid under mongolernas välde. Den ryska ortodoxa kyrkan firar hans minne 21 augusti enligt den julianska kalendern.